# Шкарупа, Роман Александрович
Роман Александрович Шкарупа (укр. Роман Олександрович Шкарупа; род. 4 апреля 1979, Харьков, Украинская ССР, СССР) — украинский профессиональный боксёр суперсреднего веса, мастер спорта Украины, чемпион Европы по версии WBA, чемпион мира по версии GBU.

## Спортивная карьера
На любительском ринге одержал 80 досрочных побед. 20 декабря 2003 года провёл дебютный бой на профессиональном ринге, в котором техническим нокаутом выиграл у словацкого спортсмена Михала Хлавки.
28 декабря 2012 года, в бою за титул интернационального чемпиона по версии WBC, проиграл раздельным решением судей (115-112, 114-113 — в пользу Каролиса, 114-113 — в пользу Шкарупы) будущему чемпиону мира по версии WBA Джованни де Карослису. 14 ноября 2014 года в бою за титул чемпиона мира по версии GBU победил грузинского боксёра Георгия Канделаки. 6 марта 2015 года во Франции состоялся поединок за титул интернационального чемпиона по версии WBA, в котором Шкарупа боксировал против местного боксёра Билела Латриша (17-4-1, 4 KO), первый раунд выиграл со счётом 10:9, а во втором нокаутировал соперника.
15 октября 2016 года, в бою за вакантный региональный титул WBC Francophone в суперсреднем весе, проиграл единогласным решением судей французскому боксёру Наджибу Мохаммеди (37-5, 23 КО). 21 апреля 2018 года в рейтинговом бою выиграл нокаутом у немецкого боксёра Элвиса Хетеми (10-1, 8 КО), который до того не имел поражений в профессиональной карьере. 2 июня 2018 года в Германии прошёл бой между Романом Шкарупой и Эмре Цюкером (10-0, 2 KO), за титул чемпиона Европы по версии EBU, в котором решением большинства судей победил Цюкер (114-113, 114-113 — в пользу Цюкера и 115-113 — пользу Шкарупы), но специалисты считают, что на протяжении всего боя доминировал Шкарупа и на самом деле победу должен был одержать именно он.

## Статистика боёв
| #  | Результат | Дата                  | Соперник                                        | Место проведения            | Раунд | Метод                | Примечание                                                                                |
| -- | --------- | --------------------- | ----------------------------------------------- | --------------------------- | ----- | -------------------- | ----------------------------------------------------------------------------------------- |
| 41 | Поражение | 1 августа 2020        | Петро Иванов Украина                            | Украина, Лесники            |       | Единогласное решение |                                                                                           |
| 40 | Поражение | 15 июня 2019          | Уильям Скалл Куба                               | Германия, Шверин            |       | Единогласное решение |                                                                                           |
| 39 | Поражение | 26 декабря 2018       | Евгений Шведенко Россия                         | Швейцария, Кройцлинген      |       | Единогласное решение |                                                                                           |
| 38 | Поражение | 2 июня 2018 года      | Эмре Цукур · Германия                           | Германия, Бад-Тёльц         |       | Раздельное решение   | Бой за вакантный титул чемпиона по версии EBU-EE в суперсреднем весе.                     |
| 37 | Победа    | 21 апреля 2018 года   | Элвис Хетеми · Германия                         | Германия, Нойкёльн          |       | Нокаут               |                                                                                           |
| 36 | Поражение | 28 октября 2017 года  | Лоленга Мок · Дания                             | Дания, Копенгаген           |       | Единогласное решение |                                                                                           |
| 35 | Поражение | 15 октября 2016 года  | Наджиб Мохаммеди · Франция                      | Франция, Исси-ле-Мулино     |       | Единогласное решение | Бой за вакантный титул чемпиона франкоязычных стран по версии WBC в суперсреднем весе.    |
| 34 | Поражение | 12 декабря 2015 года  | Дилмурод Сатыбалдиев · Россия                   | Россия, Москва              |       | Раздельное решение   | Утратил титул чемпиона по версии WBA Continental в суперсреднем весе.                     |
| 33 | Победа    | 6 марта 2015 года     | Билел Латриш · Франция                          | Франция, Доль               |       | Нокаут               | Завоевал вакантный титул чемпиона по версии WBA Continental в суперсреднем весе.          |
| 32 | Победа    | 14 ноября 2014 года   | Георгий Канделаки · Грузия                      | Молдова, Кишинёв            |       | Технический нокаут   | Завоевал вакантный титул чемпиона мира по версии Global Boxing Union в суперсреднем весе. |
| 31 | Поражение | 28 сентября 2012 года | Джованни де Каролис · Италия                    | Италия, Рим                 |       | Раздельное решение   | Бой за вакантный титул интернационального чемпиона по версии WBC в суперсреднем весе.     |
| 30 | Победа    | 10 июня 2012 года     | Джорджи Мароси · Венгрия                        | Венгрия, Будапешт           |       | Технический нокаут   |                                                                                           |
| 29 | Поражение | 12 ноября 2011 года   | Максим Власов · Россия                          | Эстония, Ахтме              |       | Технический нокаут   |                                                                                           |
| 28 | Победа    | 20 декабря 2010 года  | Руслан Пожонисев · Латвия                       | Польша, Хелм                |       | Единогласное решение |                                                                                           |
| 27 | Победа    | 5 ноября 2010 года    | Илир Мустафа · Италия                           | Польша, Ольштын             |       | Нокаут               |                                                                                           |
| 26 | Поражение | 29 мая 2010 года      | Никола Секлоца · Черногория                     | Черногория, Будва           |       | Единогласное решение | Бой за вакантный титул интернационального чемпиона по версии WBC в суперсреднем весе.     |
| 25 | Победа    | 13 ноября 2009 года   | Стив Крекель · Германия                         | Польша, Кошалин             |       | Единогласное решение |                                                                                           |
| 24 | Победа    | 2 октября 2009 года   | Алессио Ферлан · Италия                         | Польша, Хелм                |       | Единогласное решение |                                                                                           |
| 23 | Победа    | 24 апреля 2009 года   | Василий Андрианов · Россия                      | Польша, Ярослав             |       | Единогласное решение |                                                                                           |
| 22 | Победа    | 21 ноября 2008 года   | Хосе Убарнес · Колумбия                         | Польша, Гродзиск-Мазовецкий |       | Единогласное решение |                                                                                           |
| 21 | Победа    | 3 октября 2008 года   | Джаиро Альварес · Венесуэла                     | Польша, Люблин              |       | Единогласное решение |                                                                                           |
| 20 | Победа    | 7 августа 2008 года   | Дмитрий Проткунас · Эстония                     | Польша, Свебодзице          |       | Технический нокаут   |                                                                                           |
| 19 | Ничья     | 13 марта 2008 года    | Джамель Селини · Бельгия                        | Польша, Дзержонюв           |       | Единогласное решение |                                                                                           |
| 18 | Победа    | 16 ноября 2007 года   | Мирослав Квочка · Словакия                      | Польша, Тарнув              |       | Технический нокаут   |                                                                                           |
| 17 | Победа    | 30 августа 2007 года  | Самсон Оньянго · Кения                          | Польша, Острода             |       | Единогласное решение | Завоевал вакантный титул интернационального чемпиона по версии WBF в суперсреднем весе.   |
| 16 | Победа    | 9 июня 2006 года      | Баджио Патера · Бельгия                         | Польша, Катовице            |       | Единогласное решение |                                                                                           |
| 15 | Победа    | 29 марта 2007 года    | Майк Алгоут · Бельгия                           | Польша, Воломин             |       | Единогласное решение |                                                                                           |
| 14 | Поражение | 24 ноября 2006 года   | Майкл Хенротин · Бельгия                        | Польша, Острода             |       | Раздельное решение   |                                                                                           |
| 13 | Победа    | 23 июня 2006 года     | Шей Мобли · США                                 | США                         |       | Технический нокаут   | Защитил титул чемпиона Польши в суперсреднем весе.                                        |
| 12 | Победа    | 6 апреля 2006 года    | Наим Эттухлали · Нидерланды                     | Польша, Гродзиск-Мазовецкий |       | Нокаут               | Защитил титул чемпиона Польши в суперсреднем весе.                                        |
| 11 | Победа    | 1 декабря 2005 года   | Радек Семан · Чехия                             | Польша, Остроленка          |       | Единогласное решение |                                                                                           |
| 10 | Победа    | 27 октября 2005 года  | Мукади Манда · Демократическая Республика Конго | Польша, Гродзиск-Мазовецкий |       | Единогласное решение | Бой за вакантный титул чемпиона Польши в суперсреднем весе.                               |
| 9  | Победа    | 5 августа 2005 года   | Евгений Андреев · Латвия                        | Польша, Варшава             |       | Единогласное решение |                                                                                           |
| 8  | Победа    | 29 апреля 2005 года   | Тагир Рзаев · Россия                            | Польша, Свебодзице          |       | Единогласное решение |                                                                                           |
| 7  | Победа    | 10 декабря 2004 года  | Артём Соломко · Беларусь                        | Польша, Явожно              |       | Единогласное решение |                                                                                           |
| 6  | Победа    | 26 ноября 2004 года   | Адриан Поп · Румыния                            | Польша, Варшава             |       | Единогласное решение |                                                                                           |
| 5  | Победа    | 10 сентября 2004 года | Денни де Бойль · Бельгия                        | Польша, Варшава             |       | Технический нокаут   |                                                                                           |
| 4  | Победа    | 4 июня 2004 года      | Петер Резор · Грузия                            | Польша, Варшава             |       | Технический нокаут   |                                                                                           |
| 3  | Победа    | 28 февраля 2004 года  | Мирослав Квочка · Словакия                      | Польша, Варшава             |       | Единогласное решение |                                                                                           |
| 2  | Ничья     | 14 февраля 2004 года  | Мирча Телекан · Румыния                         | Польша, Свебодзице          |       | Единогласное решение |                                                                                           |
| 1  | Победа    | 20 декабря 2003 года  | Михал Хлавка · Сербия                           | Польша, Бельско-Бяла        |       | Технический нокаут   | Дебют на профессиональном ринге.                                                          |